# John Jacob Astor (tennista)
John Jacob Astor (New York, 20 maggio 1886 – Cannes, 19 luglio 1971) è stato un tennista britannico.
Partecipò alle Olimpiadi di Londra del 1908 nella specialità del racquets, vincendo un oro nel doppio insieme a Vane Pennell ed un bronzo nel singolare.
Si rese altresì notevole per la sua attività imprenditoriale e politica.

## Biografia
Membro della famosa famiglia di imprenditori e filantropi, tra le più ricche degli Stati Uniti d'America, era il quarto figlio di William Astor, I visconte Astor, e di sua moglie, Mary Dahlgren Paul. All'età di cinque anni, si trasferì con la famiglia dalla nativa New York in Inghilterra. Frequentò l'Eton College e il New College di Oxford.
Alla morte del padre, nel 1919, ereditò il Castello di Hever.

## Matrimonio
Sposò, il 28 agosto 1916, Violet Elliot-Murray-Kynynmound (28 maggio 1889-3 gennaio 1965), figlia di Gilbert Elliot-Murray-Kynynmound, IV conte di Minto. Ebbero tre figli:
- Gavin Astor, II barone Astor (1 giugno 1918-28 giugno 1984);
- Hugh Waldorf Astor (20 novembre 1920-7 giugno 1999), sposò Emily Lucy Kinloch, ebbero cinque figli;
- John Astor (26 settembre 1923-27 dicembre 1987), sposò Diana Kathleen Drummond, ebbero tre figli.

## Carriera

### Carriera militare
Servì nelle 1st Life Guards, in cui era entrato nel 1906, e fu aiutante di campo del Barone Hardinge, viceré dell'India (1911-1914). Nel 1913 fu promosso a capitano e nel 1920 a maggiore.
Durante la prima guerra mondiale, rimase ferito a Messines nel mese di ottobre 1914. Dopo il recupero, tornò sul fronte occidentale, arrivando al grado di tenente colonnello. Nel settembre del 1918, nei pressi di Cambrai, la sua gamba destra fu frantumata da una granata e poi amputata.
Era colonnello onorario del Royal Artillery del Kent e del Sussex  (1927-1946) e colonnello onorario del 23º battaglione del London Regiment (1928-1949). 
Durante la seconda guerra mondiale, fu tenente colonnello del 5th Battalion, City of London Home Guard (1940-1944).

### Carriera imprenditoriale e politica
Fu direttore della Great Western Railway (1929-1946). Ricoprì la carica di tenente della City di Londra nel 1926, quella di giudice di pace dal 1929 e di vice tenente del Kent (1936-1962). 
Astor fu direttore della Banca Hambros ("Hambros Bank") (1934-1960), vice-presidente della Phoenix Assicurazioni ("Phoenix Insurance") (1941-1952), diventandone poi il presidente (1952-1958). Fu direttore della Banca Barclays ("Barclays Bank") (1942-1952).
Nel 1922 Astor acquistò il Times di Londra dopo la morte del suo proprietario, Alfred Harmsworth, I visconte Northcliffe: rimase presidente del giornale fino al 1959, finché la carica non fu ricoperta dal figlio Gavin.
Oltre al suo business editoriale, Astor entrò in politica, come assessore del County Council di Londra (1922-1925), e nel Parlamento del Regno Unito per 23 anni per il collegio di Dover (1922-1945). Il 21 gennaio 1956 fu creato barone Astor di Hever, primo a ricevere il titolo,. Nel 1962, cedette il Castello al figlio Gavin e si trasferì dall'Inghilterra in Francia, dove sarebbe morto nel 1971.

## Morte
John Jacob Astor morì il 19 luglio 1971 a Cannes.

## Onorificenze

### Palmarès
- Olimpiadi

Londra 1908: oro nel doppio e bronzo nel singolare nella specialità racquets.